# Paul Müller-Zürich
Paul Müller-Zürich, né le 19 juin 1898 à Zurich et mort le 21 juillet 1993 à Lucerne, est un compositeur suisse.

## Biographie
Après avoir suivi ses études musicales au conservatoire de Zurich, il y enseignera de 1927 à 1969, de même qu'à l'université de Zurich de 1958 à 1968. 
Paul Müller-Zürich a composé de la musique de chambre, un concerto pour orgue (op. 26), des œuvres pour piano solo, une symphonie pour le violon, une symphonie pour alto, une symphonie pour deux violons, orchestre à cordes et clavecin ainsi que des œuvres pour différents événements nationaux, tels que l'Exposition nationale suisse de 1939. Membre du conseil de fondation de Pro Helvetia, il fut également président de l'association suisse des musiciens de 1960 à 1963.